# Pasquale De Luca
Pasquale de Luca (Edmonton, 26 de maio de 1962) é um ex-futebolista profissional e treinador canadiano, que atuava como meia.

## Carreira
Pasquale de Luca fez parte do elenco da histórica Seleção Canadense de Futebol da Copa do Mundo de 1986 